# إتوري باستيكو
إتوري باستيكو (بالإيطالية: Ettore Bastico) ـ (9 أبريل 1876 ـ 2 ديسمبر 1972) هو ضابط إيطالي خدم في الحرب العالمية الثانية وقبلها. تولى مناصب قيادية في كل من الحرب الإيطالية الحبشية الثانية والحرب الأهلية الإسبانية وحملة شمال أفريقيا أثناء الحرب العالمية الثانية.

## حياته
ولد باستيكو في بولونيا بإيطاليا في 9 أبريل 1876. التحق بالجيش الإيطالي وشارك في الحرب العالمية الأولى. وفي سنة 1928 رقي باستيكو إلى رتبة بريجادير (بالإيطالية: Generale di brigata، وهي تعادل رتبة عميد)، ثم صعد إلى رتبة لواء (بالإيطالية: Maggior generale) في 29 مايو 1935، وقاد فرقة القمصان السوداء الأولى أثناء الحرب الإيطالية الحبشية الثانية. وفي سنة 1935، قاد باستيكو الجيش الإيطالي الثالث في إثيوبيا، وفي 10 فبراير 1936 رقي إلى رتبة فريق (بالإيطالية: Generale di corpo d'armata)، ثم تولى قيادة الجيش الثاني الإيطالي عامي 1936 و1937.

### الحرب الأهلية الإسبانية
في سنة 1937، تولى باستيكو منصب القيادة العامة لفيلق المتطوعين الإيطاليين (بالإيطالية: Corpo Truppe Volontarie) الذي شارك إلى جانب القوميين في الحرب الأهلية الإسبانية. وقد شاركت قوات باستيكو في العام ذاته في معركة سانتاندير، التي تعد نصرًا حاسمًا للقوميين، وقد ظل باستيكو في منصبه هذا حتى أواخر سنة 1937، ثم حل محله ماريو بيرتي، قبل أن يغادر المتطوعون الإيطاليون إسبانيا في فبراير 1939.

### الحرب العالمية الثانية
في سنة 1939، عُين باستيكو سيناتورًا لمملكة إيطاليا، ثم عُين قائدًا لفرقة احتياط في منطقة نهر بو.
وعندما دخلت إيطاليا الحرب العالمية الثانية، عُين باستيكو حاكمًا عامًا لجزر دوديكانيس الواقعة تحت الحكم الإيطالي، ثم رقي في 7 أغسطس 1940 إلى رتبة فريق أول (بالإيطالية: Generale d'armata). وفي 19 يوليو 1941 عُين باستيكو قائدًا لجميع المحور العاملة في الشمال الإفريقي، ثم هبط إلى درجة قائد للقوات في ليبيا، بينما صار أوغو كافالليرو قائدًا لجميع القوات الأخرى في القطاع الشرقي من شمال إفريقيا. ورغم إنزال درجة باستيكو القيادية، مُنح رتبة مارشال إيطاليا الرفيعة في 12 أغسطس 1942، غير أن سقوط ليبيا في يد الحلفاء جعله بلا قيادة فعلية ابتداء من 2 فبراير وحتى نهاية الحرب.

## مؤلفاته
كان باستيكو مهتمًا بدراسة التاريخ، وخاصة التاريخ العسكري الإيطالي، الذي كتب عنه مؤلفات من أشهرها:
- الفيلق الحديدي الثالث في شرق إفريقيا (بالإيطالية: Il Ferreo Terzo Corpo in Africa Orientale) سنة 1937.
- تطور فن الحرب (بالإيطالية: L'evoluzione dell'arte della guerra) سنة 1930.

## وفاته
توفي باستيكو في روما في السادسة والتسعين من عمره.